# ترلورن
ترلورن (به فرانسوی: Trélévern) یک کمون در فرانسه است که در Canton of Perros-Guirec واقع شده‌است.

## خصوصیات
ترلورن ۶٫۹۴ کیلومترمربع مساحت و ۱٬۴۰۰ نفر جمعیت دارد.